# Фернандес, Гейон
Гейон Фернандес (нидерл. Guyon Fernandez; 18 апреля 1986, Гаага, Нидерланды) — нидерландский футболист, нападающий.

## Клубная карьера
Начинал свою карьеру в клубе «Эксельсиор», затем играл на родине за «Фейеноорд» и ПЕК Зволле и НАК Бреда. В 2015 году перебрался в Австралию, где сыграл 5 матчей забил 1 гол за клуб «Перт Глори». 4 апреля 2016 года подписал контракт с украинским клубом «Сталь» (Днепродзержинск).